# NGC 3168
NGC 3168 (другие обозначения — UGC 5536, MCG 10-15-52, ZWG 290.23, PGC 30001) — эллиптическая галактика (E) в созвездии Большой Медведицы. Открыта Джоном Гершелем в 1832 году.
Этот объект входит в число перечисленных в оригинальной редакции «Нового общего каталога».